# Cymbidieae
Cymbidieae là một tông thực vật thuộc phân họ Lan biểu sinh. Tông này được phân thành các phân tông sau:
- Catasetinae
- Coeliopsidinae
- Cymbidiinae
- Cyrtopodiinae
- Eriopsidinae
- Eulophiinae
- Maxillariinae
- Oncidiinae
- Stanhopeinae
- Vargasiellinae
- Zygopetalinae

## Hình ảnh

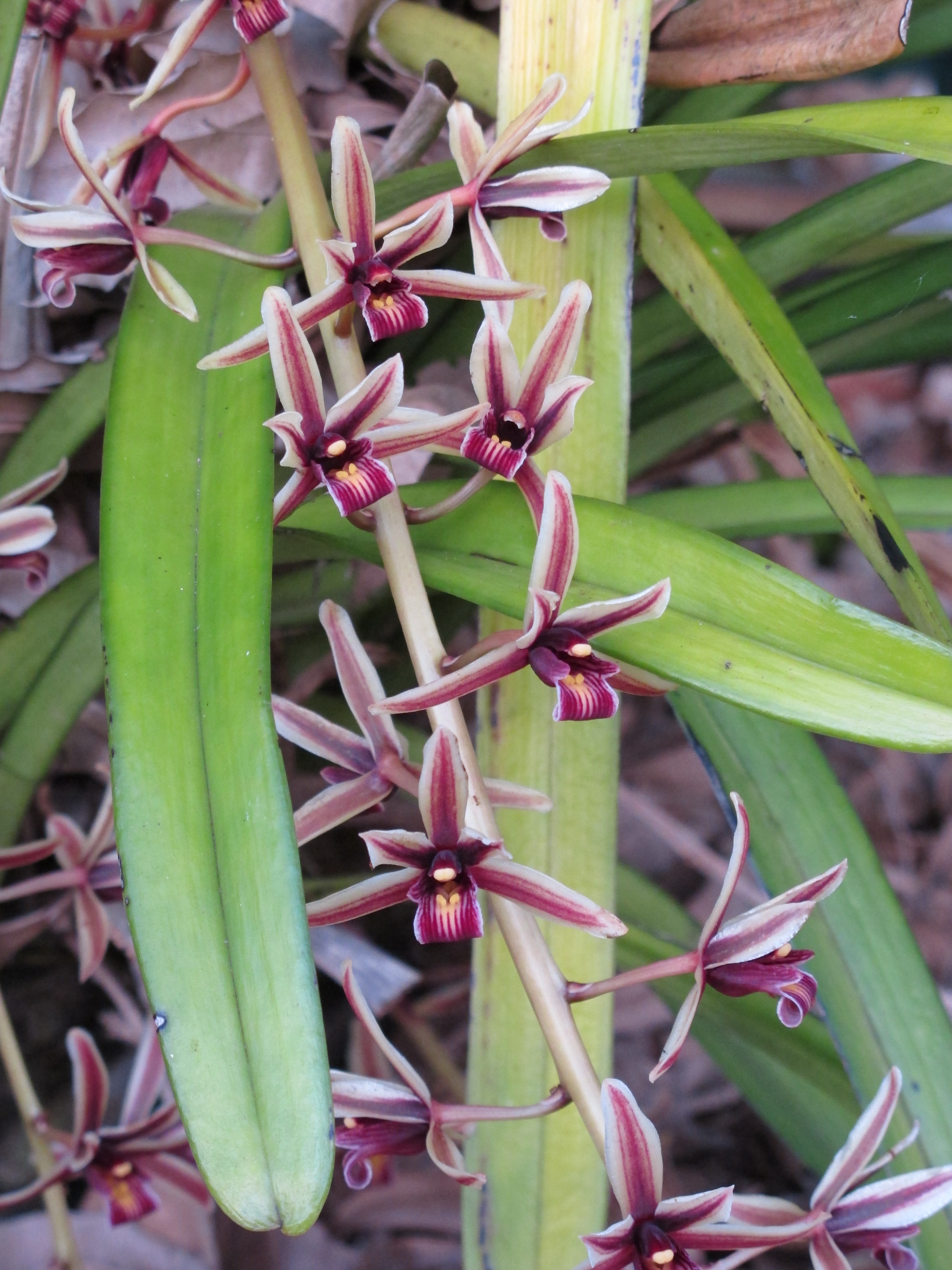
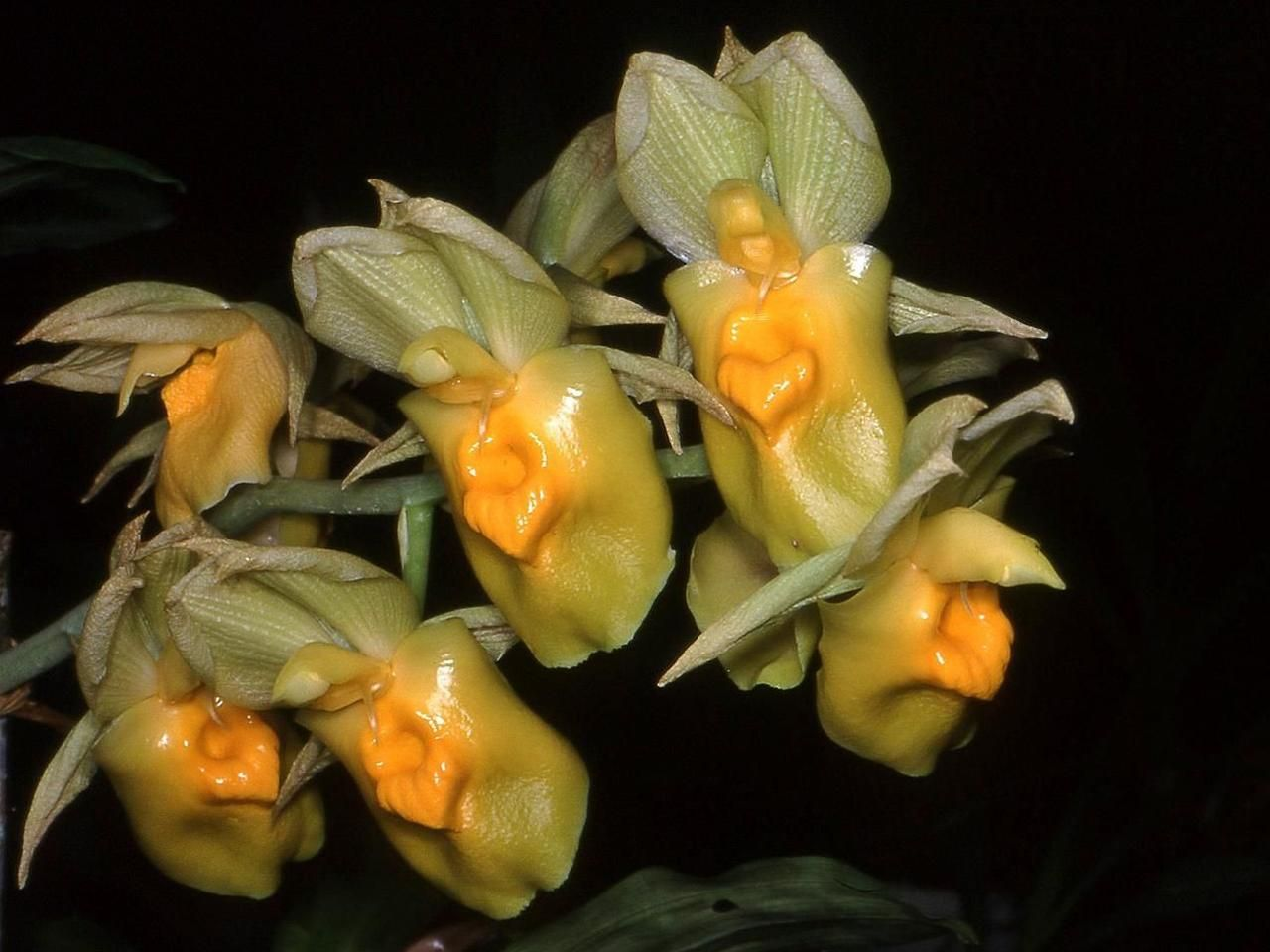
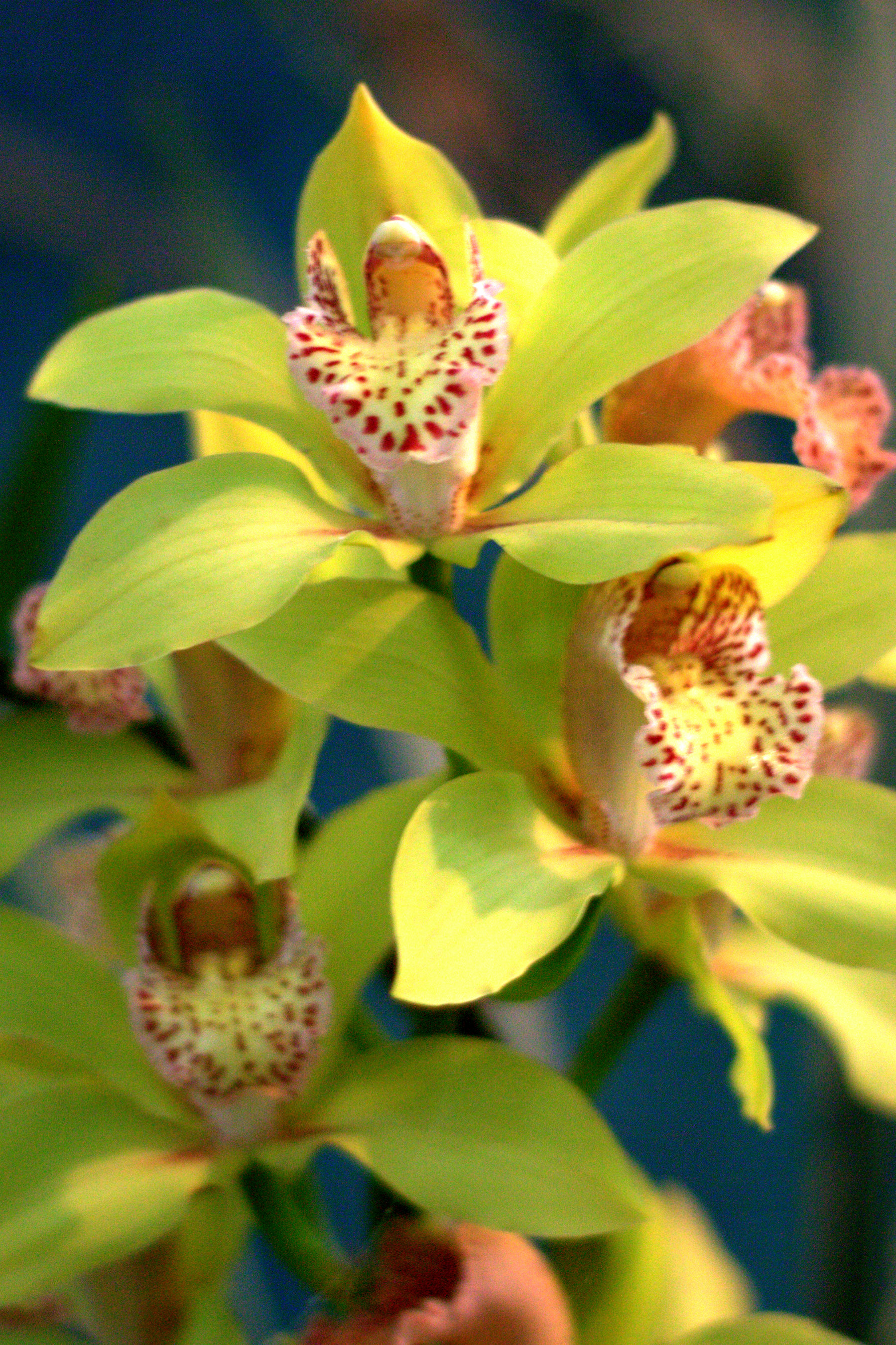
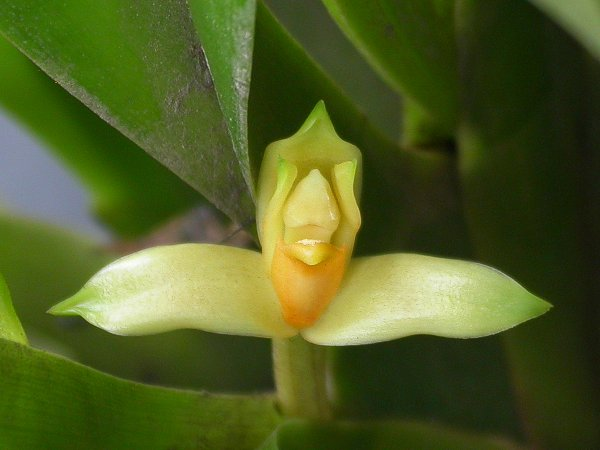